# Ильинка (Междуреченский городской округ)
Ильинка — посёлок в Междуреченском городском округе Кемеровской области России.

## География
Ильинка расположен в юго-восточной части Кемеровской области в таёжной зоне и находится на берегу реки Базас. Уличная сеть не развита.

## Население
| 2010 |
| ---- |
| 45   |

Национальный состав
Согласно результатам переписи 2002 года все жители посёлка (41 человек) - шорцы

## Инфраструктура
Лесная промышленность.

## Транспорт
Лесные дороги.